# صادقی بیگ افشار
صادقی بیگ افشار یا صادقی کتابدار (زاده ۱۵۳۳ در تبریز – درگذشته ۱۶۱۰ در اصفهان) شاعر و نگارگر ایرانی عهد شاه عباس صفوی بود.

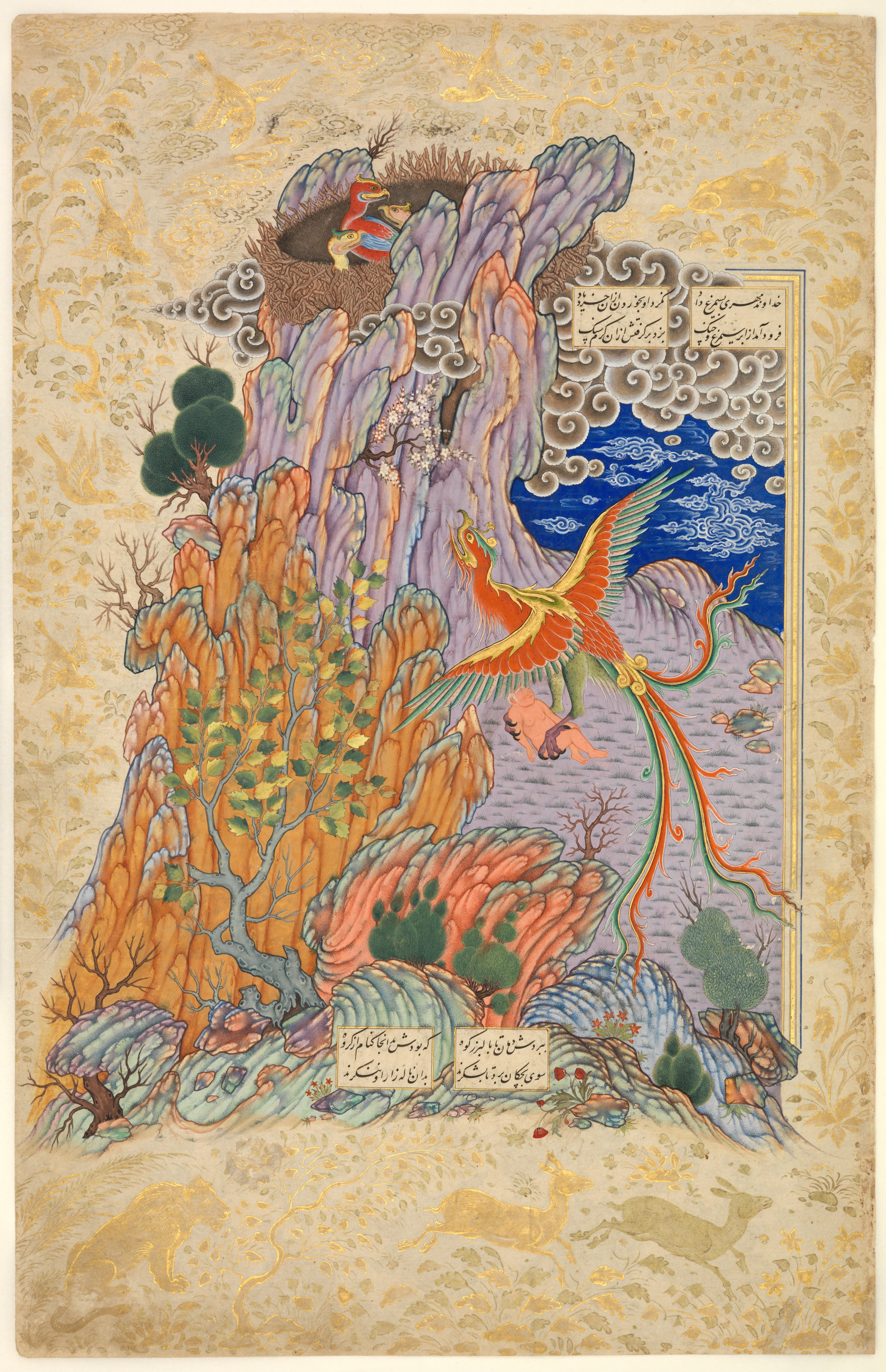
برگی از شاهنامه عباسی، به سبک مینیاتوری، به قلم صادق بیگ که صحنه نجاتِ زال توسطِ سیمرغ را نشان می‌دهد.

صادقی بیگ افشار از ایل افشار در محلهٔ ویجویه، تبریز زاده شد، زبان مادری‌اش ترکی اوغوز بود. استادش در نگارگری مظفر علی، خواهرزاده و شاگرد کمال‌الدین بهزاد بود. او را باید بدون شک در راس مکتب نگارگری مکتب قزوین به‌شمار آورد.

او از بزرگان ایل ترک خدابنده لوی ترک قزلباش بود که در گیلان سکنی گزیده بود. او در نظم و نثر فارسی و ترکی جغتایی مهارت داشت. او از نقاشان مشهور زمان خود بود و تذکره‌ای از وی در باره مشاهیر زمان خود بر جای مانده است که در تبریز منتشر شده است.

## انتساب به قبیلهٔ افشار
صادقی از ایل خدابنده‌لو و از مجموعه‌ها و اوبه‌های ترکمانان شاملوست که جزئی از قبایل درجه اول در تشکیلات قزلباش به‌شمار رفته‌اند. اما برخی از نویسندگان نظیر اسکندبیک منشی، مؤلف تاریخ عالم آرای عباسی، و قاضی احمد قمی، مؤلف گلستان هنر، وی را از طایفهٔ افشار دانسته‌اند که با توجه به سخنان خود صادقی بیک مبنی بر خدابنده‌لو بودنش و این که اقوام خدابنده‌لو از طوایف شاملوها به‌شمار می‌آیند، نمی‌تواند صحت داشته باشد.

## دوران نظامی‌گری
صادقی برخلاف بسیاری از هنرمندان بزرگ دوران صفوی از خانواده‌های هنرمندان مهم نبود. به نظر می‌رسد که او اولین فرد در خانواده‌اش بود که به جای نظامی‌گری، شغل هنری انتخاب کرد. او حتی بعد از اینکه هنرمند مشهوری شده بود، هنوز خود را یکی از اعضای طبقهٔ نظامی حامی حکومت صفوی می‌دانست.
اوایل جوانی وی به عنوان جنگجوی قزلباش سپری شد. در سال ۹۶۰ ق/۱۵۵۳ م که بیست ساله بود، پدرش به احتمال قوی در یکی از کشمکش‌های معمول در بین قبایل قزلباش کشته شد. صادقی به احتمال زیاد از ترس کشته شده، به سمت مناطق غربی کشور، یعنی به عثمانی، فرار کرد. او در حلب سوریه، که سرزمین اصلی قبیله‌اش خدابنده لو بود، ساکن بود و به خاطر دوستی با باقی چلبی، شاعر مشهور عثمانی به انجمن‌های فرهنگی وارد شد.
صادقی پس از چندی به بغداد رفت و چند سال هم در آنجا زندگی کرد و روابط دوستانه‌ای با عهدی، شاعر و نویسندهٔ گلشن الشعرا برقرار کرد. وی پس از چند سال اقامت در عثمانی به ایران بازگشت و احتمالاً از حدود ۹۶۶ تا ۹۷۲ ق / ۱۵۵۹ تا ۱۵۶۵ م عمرش را در خدمت امیرانی مثل مهدی قلی خان (اشراف زادهٔ ترکمنی که بعدها با حمایت شاه عباس اول قدرت زیادی یافت) مختلف سپری کرد.

## ورود به جرگهٔ هنرمندان
صادقی در ۳۲ سالگی تصمیم به ترک «خدمت سلاطین» گرفته و به مدت سه سال نزد شاعر و خطاط بزرگ، میر صنعی در تبریز، شاگردی کرد و به نظر می‌رسد که این دوران از حدود ۹۷۲ تا ۹۷۵ ق/ ۱۵۶۵ تا ۱۵۶۸ م یعنی هنگام وفات استادش، ادامه دارد. صادقی قبلاً در شعر شاگرد حافظ صابونی و نیز فضایی همدانی بود.
صادقی در سال ۹۷۵ ق/ ۱۵۶۸ م تبریز را ترک کرده و برای تعلیم نزد مظفر علی به قزوین رفت و طی هشت سال بعد، یعنی تا هنگام مرگ مظفر علی و شاه تهماسب در سال ۹۸۳ ق/۱۵۷۶ م عمدتاً در قزوین ماند و حرفه‌اش را کاملاً فراگرفت. از جمله آثار مهم وی در این دوره کشیدن نگاره‌ای در گرشاسب نامهٔ سال ۹۸۰ ق/۱۵۷۳ م و آخرین نسخهٔ خطی مهمی بود که قبل از مرگ شاه تهماسب ساخته شد.
وقتی شاه اسماعیل دوم شروع به بازسازی کارگاه سلطنتی کرد، صادقی از جمله هنرمندان مورد حمایت وی بود اما با مرگ شاه اسماعیل دوم، صادقی که ۴۴ سال داشت از دربار خارج شده و طی چند سال بعدی به خدمت امیران مختلفی درآمد.

## ریاست کتابخانهٔ شاه عباس
وقتی شاه عباس در سال ۹۹۵ ق/۱۵۸۷ م در قزوین به تخت پادشاهای رسید، صادقی که علاوه بر شهرت هنری‌اش، توانسته بود روابط مفیدی با جناح طرفدار سلطنت شاه عباس به هم بزند، به مقام بسیار مهم ریاست کتابخانهٔ سلطنتی منصوب شد. دورهٔ ده سالهٔ تصدی وی غالباً پرطلاطم بود اما یک شاهنامهٔ بزرگ که شانزده صفحه از آن را می‌توان مطمئناً به سال‌های اولیهٔ حکومت شاه عباس منتسب دانست، از دورهٔ اوست. سه صفحه از این مجموعه به‌طور قطع به صادقی منسوب است. او طی چند سال چنان ثروت، امنیت و شخصیتی به دست آورد که توانست همچون شاهزادگان نسخهٔ خطی خود یعنی انوار سهیلی را تولید کند.

## شهرت به تندخویی
میرزا طاهر نصرآبادی از ملا غروری شاعر آرد که: من قصیده ای در مدح صادقی گفتم و در قهوه‌خانه ای بر وی خواندم، هنوز قصیده به آخر نرسیده بود که مسودهٔ آن را از من گرفت و گفت بیش از این تاب شنیدن ندارم، سپس برخاسته لحظه ای بعد بیامد و پنج تومان به دستاری بسته با دو صفحهٔ کاغذ که خود از سیاه قلم طرحی کرده بود به من داد و گفت تجار هر صفحهٔ کار مرا به سه تومان می‌خرند که به هندوستان برند، مبادا ارزان بفروشی، و عذر بسیار خواست و برفت.

## خلع از مسند ریاست
نهایتاً دلایلی چند از جمله اخلاق نه چندان خوشایند صادقی که به غرور و تکبر معروف بود، رقیبِ شاخص و جوانی به نام علیرضا که خطاط اصلی دربار شاه عباس بود و احتمالاً اتهام دزدی یکی از گرانبهاترین نقاشی‌های شاه و فروش آن (زمانی که ریاست کتابخانهٔ سلطنتی را داشت)، منجر به بی‌اعتباری وی در دربار شد. البته بعد از این دزدی و از دست دادن مقامش، شاه به صادقی اجازه داد تا همچنان لقب و دستمزدش را داشته باشد.

## آثار ادبی
صادقی در کنار نقاشی نسخ خطی زمان زیادی نیز صرف تألیف آثار مهم ادبی اش می‌کرد. او علاوه بر زبان مادری‌اش، ترکی جغتایی، که با آن کتاب مجمع الخواص را نگاشت، در دو زبان ترکی ادبی آن دوره که شاعران عثمانی و قزلباش به کار می‌بردند نیز بیانی فصیح داشت. او مانند اکثر اعضای طبقهٔ اشراف نظامی ترک زبان در دربار صفوی، به زبان فارسی فصیح هم سخن می‌گفت و هم می‌نوشت. قانون الصور که رسالهٔ منظوم او در باب فنون و اصول زیبایی‌شناسی نقاشی است، به زبان فارسی نگاشته شده‌است. در سراسر کتاب مجمع الخواص که به زبان ترکی جغتایی است، تعدادی شعر فارسی نیز به صورت پراکنده نوشته شده‌است.
این کتاب‌های برخی از تألیفات او هستند:
- زبده الکلام: مجموعه ای از قصاید فارسی
- مثنوی فتح نامهٔ عباسی (فتح نامهٔ عباس نامدار یا عباس نامه)، تاریخی منظوم بر وزن شاهنامه که به نبردهای شاه عباس پرداخته است.
- مقالات و حکایات، اندرزهای اخلاقی و داستان‌هایی بر وزن مخزن الاسرار نظامی و بوستان سعدی
- سعد و سعید، داستانی عاشقانه بر وزن خسرو و شیرین نظامی
- دیوان غزلیات، به زبان‌های ترکی و پارسی
- قطعات
- رسالة سهواللسان، درباب اشعار فیضی دکنی
- هجو حیدری
- مثنوی هجو محمد بیگ مذاقی
- هجویات متفرقه
- مرثیه‌ها
- ترکیب بندها
- ترجیع بندها
- مجمع الخواص، با نثر ترکی جغتایی به تقلید از مجالس النفائس امیر علی‌شیر نوایی. این کتاب شامل ۴۸۰ مدخل دربارهٔ شاعران، هنرمندان و حامیان مهم از زمان شاه اسماعیل اول تا زمان شاه عباس اول است. صادقی بیگ با وجودی که افشار و زبانش ترکی غربی اوغوز بود، این اثرش را با تاسی از زبان امیر علی‌شیر نوایی و مجالس النفائس به ترکی شرقی جغتائی نگاشت.
- قانون الصور نقاشی، رساله ای منظوم در بحر خسرو و شیرین نظامی که به فنون نقاشی می‌پردازد.
- ملمّعات، مجموعه ای از نوشته‌ها به زبان ترکی و فارسی
- تذکره الشعرا، مشتمل بر رباعیات معمایی با اسامی شعرای متقدم، متأخر، و معاصر مؤلف
- مجموعة منشأت و مکاتبات، به زبان‌های ترکی و پارسی
- حظیّات، رساله ای حاوی آگاهیهای لغوی و اصطلاحی طبقات مختلف اجتماعی و مخصوصاً دست یابی به مقداری از «مضاف و منسوبهای» مصطلح عصر صفوی است. به سبک رسالة لذات معین استرآبادی

## نگارخانه

صحنه بسته‌شدن اولاد به درخت توسط رستم به قلم صادقی بیگ

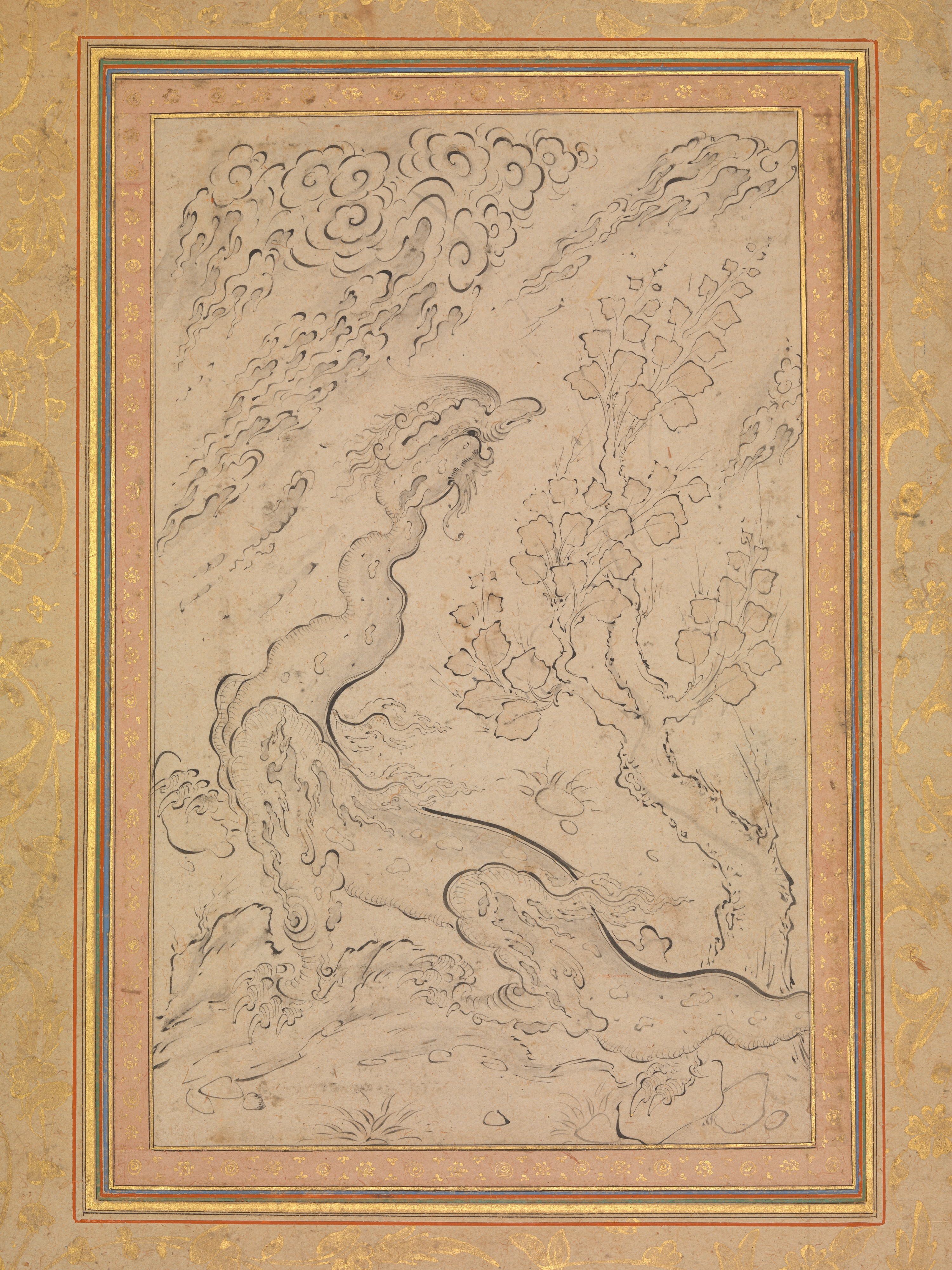
تصویر یک اژدها